# Oliver Urban
Oliver Urban (* 23. Januar 1967 in Leipzig) ist ein deutscher Kommunalpolitiker (SPD). Seit August 2022 ist er der Oberbürgermeister der Stadt Borna.

## Leben und Beruf
Als Sohn von Erika Urban (geb. Leiner, Kulturwissenschaftlerin, geboren in Ostpreußen) und Peter Urban (Ingenieurökonom, aus Schlesien stammend) wurde Urban in Leipzig in der DDR geboren. Im Jahr 1975 zog er mit seiner Familie nach Borna. Seine Schullaufbahn (1973–1985) schloss er an der Erweiterten Oberschule (EOS) „Wilhelm Pieck“, dem heutigen Gymnasium „Am Breiten Teich“ Borna mit der Hochschulreife ab und absolvierte von 1985 bis 1988 seinen Wehrdienst. Er verließ die NVA im Dienstgrad eines Leutnants.
Von 1988 bis 1994 studierte Urban Rechtswissenschaften an der Friedrich-Schiller-Universität Jena. Nach der politischen Wende studierte er im Wintersemester 1991/1992 an der Johann-Wolfgang-Goethe-Universität Frankfurt am Main, schloss 1991 einen Sprachkurs an der University of Kent at Canterbury ab und trat 1992 ein Volontariat am Prophet Elias Community College, in Iʿbillin (Israel) bei Elias Chacour an.
Während seiner Studentenzeit war Urban 1992 bis 1993 Mitglied und stellvertretender Vorsitzender des 1. Konzils der Friedrich-Schiller-Universität Jena und von 1992 bis 1994 Stipendiat der liberalen Friedrich-Naumann-Stiftung.
1994 legte er seine erste juristische Staatsprüfung im Freistaat Thüringen ab und arbeitete anschließend bis 1997 als Rechtsreferendar am Oberlandesgericht Dresden und am Landgericht Leipzig, bevor er 1997 seine zweite juristische Staatsprüfung ablegte. Seit Mai 1997 war Urban als Rechtsanwalt in Borna tätig und erwarb 2001 den Fachanwaltstitel im Arbeitsrecht sowie 2005 den Fachanwaltstitel im Sozialrecht.

## Partei und politisches Engagement
Von 2001 bis zu seiner Vereidigung als Oberbürgermeister war Urban ehrenamtlicher Stadtrat der Großen Kreisstadt Borna. 2001 rückte er für den BfB-Bürgermeister Bernd Schröter in den Stadtrat nach und übernahm den Fraktionsvorsitz. Bis 2009 gehörte er der Wählervereinigung „Bürger für Borna“ an und trat danach auf der Liste der SPD an und führte die jeweiligen SPD-Stadtratsfraktionen als Vorsitzender an. Ebenfalls ist er Vorsitzender des SPD-Ortsvereins Borna und Umgebung (Kitzscher, Regis-Breitingen und Neukieritzsch).
2009 bis 2013 war er Vorsitzender des SPD-Kreisverbands Leipzig.
Bei den Wahlen zum Sächsischen Landtag 2009, 2014 und 2019 trat Urban für die SPD im Wahlkreis Leipziger Land 1 an, verpasste aber jeweils den Einzug in den Landtag.
Seit 2014 ist er für die SPD ehrenamtliches Mitglied des Kreistages im Landkreis Leipzig.
Am 3. Juli 2022 wurde Oliver Urban mit über 51,6 % in der zweiten Wahlrunde zum neuen Oberbürgermeister Bornas gewählt. Im zweiten Wahlgang wurde Urban neben seiner Partei, der SPD, auch vom CDU-Stadtverband Borna, der Wählervereinigung „Bürger für Borna“ sowie dem Einzelbewerber Sebastian Stieler, welcher nach der ersten Runde zurückzog, unterstützt.

## Privates
Urban ist verheiratet und ist Vater von Zwillingstöchtern.
Nach der Gründung des Fördervereins Gedenkstätte Flößberg e.V. im Jahr 2012 fungierte Urban als erster Vorsitzender.